# Acadèmia Mèdico-Pràctica de Mallorca
L'Acadèmia Mèdico-Pràctica de Mallorca va ser una institució mèdica creada a la ciutat de Mallorca el 1788. Es va dissoldre el 1808.

## Fundació
L'any 1786 el rector de la Universitat, a instàncies de la Reial Societat Econòmica Mallorquina d'Amics del País, amb l'objectiu de fomentar l'estudi de les epidèmies i la investigació de la història natural i mèdica, va dirigir a tots els metges de Palma una convocatòria per a fundar una Acadèmia Mèdico-Pràctica. La proposta va tenir bona acceptació. Per a redactar les seves normes de funcionament van ser triats el protomèdic Antoni Vives, els catedràtics Rafel Evinent i Antoni Pau Tugores, així com el metge Francesc Alemany. Els estatuts varen ser aprovats el 20 d'agost de 1787. El Rei Carles III va signar la Reial Cèdula fundacional de l'Acadèmia l'11 de desembre de 1788.
Els estatuts comencen amb una declaració metodològica antisistemática: "Es constante que la Medicina jamás ha llegado al grado de perfección de que era capaz por el camino del sistema, antes deve solo sus adelantamientos à la experiencia, quien la fundó; de ahi es, que son tan recomendables, y necesarias las Academias para investigar la naturaleza, y sus arcanos con el devido discernimiento, y sólida crítica, caminando por la misma senda experimental, que abrieron los Antiguos, y mejoraron tantos Modernos".
En els estatuts s'assenyalen les obligacions dels acadèmics, consistents en presentar observacions sobre alguna malaltia interessant, remetre informes sanitaris setmanals, confeccionar taules metodològiques-mèdiques i reunir-se en cas d'epidèmia per a intentar trobar els millors mitjans per a atallar-la. Per als que es graduassin en el Col·legi de Medicina i volguessin entrar a formar part de l'Acadèmia era necessari practicar dos anys a l'hospital, haver freqüentat les juntes acadèmiques i, finalment, passar un examen. Es dicten les normes a seguir en les juntes, que eren de tres classes: "literàries", de periodicitat setmanal; "generals", que tenien lloc una vegada a l'any i "particulars", celebrades quan el President ho estimava oportú.

## Activitat i decadència de l'entitat
En la primera elecció el 23 de maig de 1789, va sortir elegit president Antoni Vives i Mayol. Quan es va celebrar la segona elecció, l'octubre de 1790, es van formar dos grups; un entorn al primer President i l'altre donant suport a Joan Baptista Mas. No es va assolir l'acord i el conflicte va arribar a l'Audiència, que va dictaminar la suspensió de les activitats durant tres anys. En 1793 van tenir lloc les noves eleccions i es va elegir president Rafel Evinent, que va ocupar el càrrec fins al 1799. Després, l'Acadèmia va estar presidida per Francesc Alemany i va entrar en una progressiva inactivitat. En aquesta primera època va destacar Francesc Ferrer i Casa, antic Rector de la Universitat Literària de Mallorca, que va ser un dels membres més actius i va presentar deu disertaciones manuscrites sobre temes higiènics i històrics.
No hi ha una explicació segura de les causes de la decadència d'aquesta primera institució acadèmica, però és possible que l'Acadèmia va deixar de ser un instrument útil en la defensa dels metges enfront dels cirurgians. Va estar activa mentre va sostenir plets contra cirurgians que receptaven medicines internes i l'Audiència va donar la raó als metges. No obstant això el 1799 va canviar el criteri de l'Audiència de Palma i, a partir de llavors, es va inclinar a favor dels cirurgians. L'entitat es dissolgué el 1800.
Durant els anys de funcionament, la seva activitat va ser notable i es van arribar a llegir 137 disertaciones, algunes d'elles sobre l'interessant gènere de les topografies mèdiques. Les disertaciones, en les quals es discutien casos clínics o els aspectes teòrics més en voga en aquells temps, donen una bona idea dels coneixements mèdics de la Mallorca de finals del XVIII i constituïxen una part imprescindible del patrimoni científic de les Illes Balears.